# Labromyia albibarbis
Labromyia albibarbis là một loài ruồi trong họ Asilidae. Labromyia albibarbis được Hull miêu tả năm 1962. Loài này phân bố ở vùng Tân nhiệt đới.